# SR-71 (Band)
SR-71 ist eine 1998 in Baltimore gegründete US-amerikanische Punk-Rock-Band. Namensgeber ist das Überschallaufklärungsflugzeug SR-71 Blackbird, seinerzeit das schnellste Flugzeug der Welt. Bekanntgeworden sind sie vor allem durch die 2000 veröffentlichte Single Right Now.

## Geschichte
Ihr Erstlingswerk Now You See Inside erschien 2000, welches in den USA mit Gold ausgezeichnet wurde. Singleauskoppelungen waren Right Now und Politically Correct. Auf dieser LP lieferten SR-71 überwiegend optimistischen Spaßpunk, der teilweise an Bands wie Sum 41 und blink-182 erinnerte, letztendlich aber ruhiger und poppiger war.
2002 brachten SR-71 ihr zweites Album Tomorrow auf dem amerikanischen Markt, schon mit John Allen, der den Schlagzeuger Dan Garvin ersetzt. Dieser verließ die Band um Nine Days beitreten zu können. Auf diesem Album zeichnete sich eine Veränderung im Stil der Band wieder. Die Musik wurde insgesamt härter und düsterer. Die Songs schwanken zwischen Balladen, Party-Punk und düsterem Rock. Im Vergleich zum Vorgänger wirken auch die Texte erwachsener und aussagekräftiger, so wurde Truth unter dem Eindruck der Terroranschläge am 11. September 2001 geschrieben. Das Laut-Leise-Arrangement vieler Songs blieb weiterhin ein Kennzeichen der Band.
Da Jeff Reid und Mark Beauchemin die Band nach der Promotiontour zu Tomorrow verließen, wurden Pat DeMent und das Nachwuchstalent Mike Ruocco verpflichtet, welche mit den Allens 2004 das dritte und bislang letzte Studioalbum Here We Go Again herausbrachten, auf welchem der Weg von Now You See Inside zu Tomorrow konsequent weiterverfolgt wurde.

## Trivia
- Right Now von Now You See Inside ist auf den Soundtracks zu den Filmen Ey Mann, wo is’ mein Auto?, Loser – Auch Verlierer haben Glück und Harold & Kumar sowie auf dem Soundtrack des Spiels Splashdown für die PlayStation 2 enthalten.
- Der Song 1985 von der LP Here We Go Again wurde inzwischen von der Band Bowling for Soup gecovert.
- Im Film The New Guy – Auf die ganz coole Tour kommt das Lied Let It Whip in einer etwas schnelleren Version vor.
- Mit In Your Eyes coverten SR-71 den gleichnamigen Song von Peter Gabriel.
- Jeff Reid starb nicht lange nach seiner Trennung von SR-71 am 11. Juni 2004 an Lungenkrebs. Er wurde nur 36 Jahre alt.[1]

## Diskografie

### Studioalben
| Jahr | Titel              | Höchstplatzierung, Gesamtwochen, AuszeichnungChartplatzierungen (Jahr, Titel, Platzierungen, Wochen, Auszeichnungen, Anmerkungen) | Höchstplatzierung, Gesamtwochen, AuszeichnungChartplatzierungen (Jahr, Titel, Platzierungen, Wochen, Auszeichnungen, Anmerkungen) | Höchstplatzierung, Gesamtwochen, AuszeichnungChartplatzierungen (Jahr, Titel, Platzierungen, Wochen, Auszeichnungen, Anmerkungen) | Höchstplatzierung, Gesamtwochen, AuszeichnungChartplatzierungen (Jahr, Titel, Platzierungen, Wochen, Auszeichnungen, Anmerkungen) | Anmerkungen                            |
| Jahr | Titel              | DE | AT | CH | US | Anmerkungen                            |
| ---- | ------------------ | --- | --- | --- | --- | -------------------------------------- |
| 2000 | Now You See Inside | DE91 (1 Wo.)DE | — | — | US81 Gold · (19 Wo.)US | Erstveröffentlichung: 20. Juni 2000    |
| 2002 | Tomorrow           | — | — | — | US138 (1 Wo.)US | Erstveröffentlichung: 22. Oktober 2002 |

Weitere Alben
- 2004: Here We Go Again

### Singles
| Jahr | Titel Album                  | Höchstplatzierung, Gesamtwochen, AuszeichnungChartplatzierungen (Jahr, Titel, Album, Platzierungen, Wochen, Auszeichnungen, Anmerkungen) | Höchstplatzierung, Gesamtwochen, AuszeichnungChartplatzierungen (Jahr, Titel, Album, Platzierungen, Wochen, Auszeichnungen, Anmerkungen) | Höchstplatzierung, Gesamtwochen, AuszeichnungChartplatzierungen (Jahr, Titel, Album, Platzierungen, Wochen, Auszeichnungen, Anmerkungen) | Höchstplatzierung, Gesamtwochen, AuszeichnungChartplatzierungen (Jahr, Titel, Album, Platzierungen, Wochen, Auszeichnungen, Anmerkungen) | Anmerkungen                             |
| Jahr | Titel Album                  | DE | AT | CH | US | Anmerkungen                             |
| ---- | ---------------------------- | --- | --- | --- | --- | --------------------------------------- |
| 2000 | Right Now Now You See Inside | DE73 (7 Wo.)DE | — | — | — | Erstveröffentlichung: 9. September 2000 |